# 國家文化宮 (馬拿瓜)

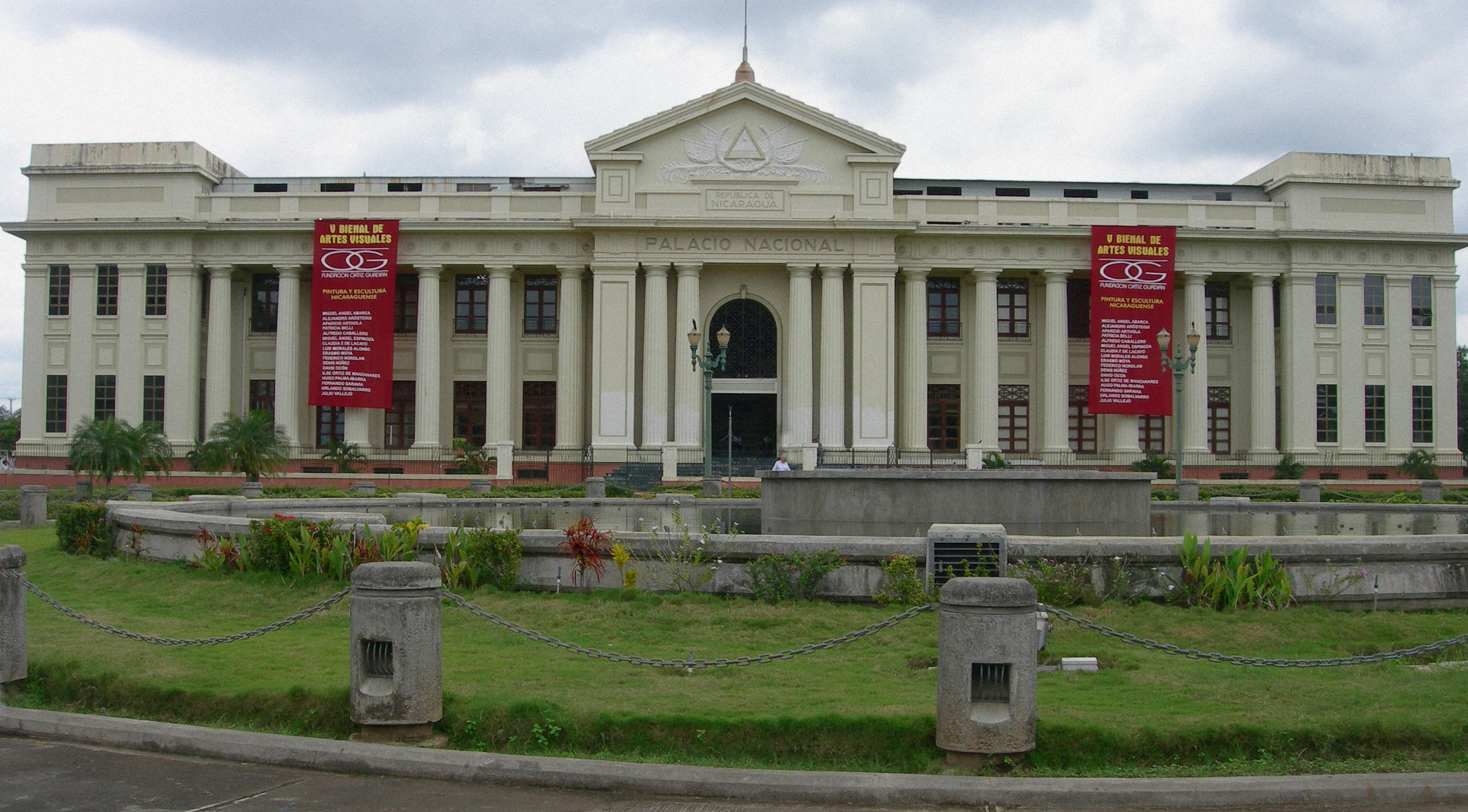
國家文化宮

國家文化宮（西班牙語：Palacio de la Cultura）是位於尼加拉瓜首都馬拿瓜的新古典主義建築，現有建築是在1935年重建，1940年完工，坐落於因1931年地震而損毀的國家宮殿遺址上。在1979年桑地諾民族解放陣線發動革命前，一直作為政府大樓使用。目前是作為尼加拉瓜國立博物館的一部分開放參觀，館內有尼加拉瓜歷史介紹，大型動物化石等展覽。